# Titab
Titab is een bestuurslaag in het regentschap Buleleng van de provincie Bali, Indonesië. Titab telt 959 inwoners (volkstelling 2010).